# (279377) Lechmankiewicz
(279377) Lechmankiewicz – planetoida pasa głównego. Została odkryta 18 czerwca 2010 roku przez uczniów szkół w Toruniu, Gimnazjum nr 11, X Liceum Ogólnokształcącego oraz IX Liceum Ogólnokształcącego, pracujących pod kierownictwem nauczycieli Bogdana Sobczuka i Jana Żółkiewskiego. (279377) Lechmankiewicz okrąża Słońce w ciągu 5 lat i 98 dni w średniej odległości 3,03 au.
Nazwa planetoidy pochodzi od Lecha Mankiewicza (ur. 1960), polskiego astronoma i fizyka, dyrektora Centrum Fizyki Teoretycznej PAN. Przed jej nadaniem planetoida nosiła oznaczenie tymczasowe (279377) 2010 CH1.
Planetoida ta była obserwowana już wcześniej i otrzymała nazwę 2008 UR241.